# Olympische Jugend-Sommerspiele 2014/Teilnehmer (Panama)
| Gelbes Symbol für Goldmedaillen mit stilisierten Olympischen Ringen | Graues Symbol für Silbermedaillen mit stilisierten Olympischen Ringen | Braundes Symbol für Bronzemedaillen mit stilisierten Olympischen Ringen |
| ------------------------------------------------------------------- | --------------------------------------------------------------------- | ----------------------------------------------------------------------- |
| —                                                                   | —                                                                     | —                                                                       |

Die Jugend-Olympiamannschaft aus Panama für die II. Olympischen Jugend-Sommerspiele vom 16. bis 28. August 2014 in Nanjing (Volksrepublik China) bestand aus acht Athleten.

## Athleten nach Sportarten

### Golf
Jungen
- Marcos Cabarcos
Einzel: 26. Platz
Mixed: 28. Platz (mit Sofía Goicoechea  Argentinien)

### Leichtathletik
| Mädchen - Leyka Archibold 400 m Hürden: 15. Platz 8 × 100 m Mixed: 23. Platz | Jungen - Arturo Deliser 100 m: 10. Platz 8 × 100 m Mixed: 17. Platz - Jaime Escobar Hochsprung: 9. Platz 8 × 100 m Mixed: 47. Platz |

### Schwimmen
| Mädchen - María Far 200 m Schmetterling: 21. Platz | Jungen - Manuel González 50 m Freistil: 23. Platz - Franco Reyes 50 m Schmetterling: 20. Platz |

### Turnen
Jungen
- Kevin Espinosa
Einzelmehrkampf: 37. Platz